# Спасо-Мажаровка
Спасо-Мажаровка (укр. Спасо-Мажарівка) — село в Субботцевской сельской общине Кропивницкого района Кировоградской области Украины.
До 2020 года входило в Знаменский район
Население по переписи 2001 года составляло 2 человека. Почтовый индекс — 27441. Телефонный код — 5233. Занимает площадь 0,415 км². Код КОАТУУ — 3522287406.